# Нововладимировка (Крым)
Нововладимировка (укр. Нововолодимирівка, крымскотат. Novovladimirovka, Нововладимировка) — исчезнувшее село в Джанкойском районе Республики Крым, располагавшееся на севере района, в степном Крыму, примерно в 2,5 километрах к юго-западу от современного села Озерки.

## История
Первое документальное упоминание селения встречается в Списке населённых пунктов Крымской АССР по Всесоюзной переписи 17 декабря 1926 года, согласно которому в селе Ново-Владимировка, Барынского (немецкого) сельсовета Джанкойского района, числилось 14 дворов, все крестьянские, население составляло 63 человека, из них 43 русских, 19 украинцев, 1 белорус. После образования в 1935 году Колайского района (переименованного указом ВС РСФСР № 621/6 от 14 декабря 1944 года в Азовский) село осталось в составе Джанкойского.
Во время Великой Отечественной войны в апреле 1944 года в воздушном бою над селом был сбит самолёт из 1-й штурмовой авиадивизии, 8-й воздушной армии. Пилоты погибли и были похоронены местными жителями. В 1966 году останки перезахоронили в Заречное.
В 1944 году, после освобождения Крыма от фашистов, 12 августа 1944 года было принято постановление № ГОКО-6372с «О переселении колхозников в районы Крыма» и в сентябре 1944 года в район приехали первые новоселы (27 семей) из Каменец-Подольской и Киевской областей, а в начале 1950-х годов последовала вторая волна переселенцев из различных областей Украины. С 25 июня 1946 года Метюроновка в составе Крымской области РСФСР, а 26 апреля 1954 года Крымская область была передана из состава РСФСР в состав УССР. Время включения в Заречненский сельсовет пока не установлено: на 15 июня 1960 года село уже числилось в его составе. Ликвидировано в период с 1968 года, когда Нововладимировка ещё числилась в составе совета по 1977 год, когда уже значится среди упразднённых.